# Газуни
Газуни — покинутый аул в Галанчожском районе Чеченской Республики. Входит в Аккинское сельское поселение.

## География
Расположен к юго-западу от районного центра Галанчож.
Ближайшие населённые пункты и развалины бывших аулов: на востоке — бывшие аулы Итыркале и Ирзиткале, на юго-востоке — бывший аул Чиконди-Паде.